# Cuon alpinus alpinus
Il cuon rutilano (Cuon alpinus alpinus Pallas, 1811), noto anche come cuon dell'Amur, cuon dell'Ussuri, cuon indiano, cuon dell'Asia orientale, cuon cinese o cuon meridionale, è la sottospecie nominale del cuon originario dell'Asia orientale e del subcontinente indiano. Tuttavia è probabilmente estinto nella maggior parte dei suoi areali in Cina, così come in Mongolia e nell'estremo oriente russo.

## Descrizione
Il cuon rutilano è la sottospecie più grande di cuon. Ha un manto rosso vivo e un cranio stretto. Come il cuon del Tian-Shan, il cuon rutilano ha un mantello invernale piuttosto lanoso, un sottopelo bianco e una criniera più ampia durante la stagione fredda. D'altra parte, il mantello estivo è più ridotto. I cuon dell'Asia meridionale hanno una pelliccia più scura e ruvida rispetto a quelli dell'Estremo oriente.

## Habitat e distribuzione
Il cuon rutilano vive in foreste, pianure, praterie, savane, steppe e tundre alpine. È la sottospecie più diffusa, che va dal sud al nord-est asiatico. È diffuso in India, Nepal, Cina, Bangladesh, Myanmar e Thailandia. Si credeva che fosse estinto in Mongolia, Siberia e Corea, anche se si crede che i cuon siano ancora presenti in quei paesi.

## Ecologia
I cuon si nutrono di piccoli e grandi mammiferi erbivori come il chital, il muntjac, il sambar, l'antilope nera, il cervo indiano, il cinghiale, il bufalo d'acqua, il nilgai e il gaur. In poche occasioni, i cuon rutilani cacciano anche cuccioli di elefante e rinoceronte e possono anche nutrirsi di ungulati come l'onagro e il kiang.